# Київське повстання (1113)
Ки́ївське повста́ння — повстання міських низів Києва, холопів і, можливо, сільського населення Київської землі. Вибухнуло 17 квітня—21 квітня 1113 року, після смерті князя Святополка Ізяславича, що опікувався лихварями та спекулював сіллю. Головним чином постраждали князівські поплічники — тисяцький Путята та соцькі, а також лихварі і купецтво.

## Опис
Причиною повстання стало підвищення цін на хліб та сіль, голод, зловживання князівської адміністрації, яка спекулювала цими продуктами, та перетворення вільних містян на холопів за борги. 17 квітня обурені кияни з боєм узяли двір боярина Путяти Вишатича та почали громити володіння лихварів.
У Видобичі зібралося віче на чолі з боярами та купецькою верхівкою, яке звернулося до переяславського князя Володимира Мономаха і запросило його на великокнязівський престол. Крім того, по довгому міркуванні, встановили такий закон:
Ставши великим князем Київським, Мономах видав нові закони (відомі під назвою Устав Володимира Мономаха), які містили деякі поступки повсталим. У статуті обмежувалися відсотки за позикою, були сформульовані права і обов'язки закупів, заборонялося перетворювати на раба купця-боржника, якщо він позбувся свого майна внаслідок війни або пожежі. Фактично це рятувало бідноту від загрози тривалої або вічної кабали.
На думку доктора історичних наук Ігоря Фроянова, причиною бунту, який розпочався невдовзі після смерті князя Святополка, стало протиборство партій — прихильників вокняжіння Володимира Мономаха та прихильників Давида і Олега Святославичів. Партія «за» Святославичів мала велику підтримку з боку єврейської громади, інтереси якої Святославичі, які тісно були пов'язані з Тмутороканню, своєю чергою, всіляко оберігали. Захист інтересів «хазарської» корпорації (а юдеї в правління Святополка «отримали багато порівнючи з християнами вольностей») оберталися проти християн, бо багато з них «торгу і ремесел позбулися».
Тому прості кияни вирішили найрішучішим чином не допустити до правління Святославичів. Вони напали на двір Путяти, людини близької до Святополка, на двори соцьких і єврейський квартал. Цей грабіж свідчив про поразку політичних супротивників Володимира Мономаха, про катастрофу їх планів. Таким чином, на думку Фроянова, грабіж мав насамперед політичний характер.
Професор Джон Кліер, навпаки, вважає, що мотиви нападів на багатих бояр і євреїв були чисто економічними. На думку Кліер, це був бунт проти «ненависної соляної монополії, встановленої Святополком».